# 橫濱海灣大橋
橫濱海灣大橋（日語：横浜ベイブリッジ）是位於日本神奈川縣橫濱市，長860m（中央支間長460m）的斜張橋。設計上參考了名港西大橋的方案。名稱模仿三藩市的海灣大橋。速度限制為80km/h（上層部）。在竣工時是日本最長的斜拉橋。
連接中區與鶴見區，上層部是首都高速道路灣岸線，下層部是國道357號。大黑頭側的橋脚道路下設有展望台與遊步道「Sky Walk（スカイウォーク）」（收費），可以觀看到大型客船通過時的迫力與風景。此橋是港灣物流輸送的重要路線。
建設的目的是要消解高度經濟成長期時惡化的橫濱市街地交通。

## 歷史
- 1980年11月 着工
- 1989年9月27日 開通
- 2004年4月24日 下層部分的國道357號開通（暫定2車線）

## 交通
- 巴士（Sky Walk前）
  - 109系統（櫻木町站方向）
  - 17系統（鶴見站、生麦站方向）

## 關連項目
- 大黑JCT
- 本牧JCT
- 橫濱港
- 鶴見翼橋（鶴見つばさ橋）
- 彩虹大橋
- 幸魂大橋

## 外部連結
- 橫濱海灣大橋（首都高速道路株式会社）
- 橫濱海灣大橋・スカイウォーク

35°27′18″N 139°40′27″E / 35.4551°N 139.6742°E